# Monitore belga

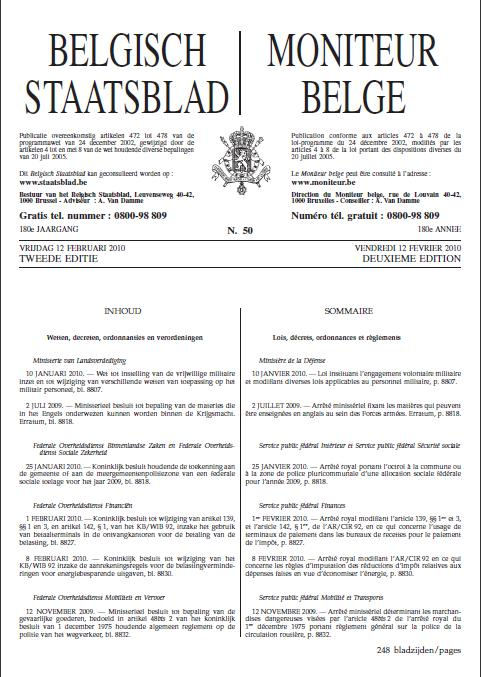
Il Monitore belga

Il Monitore belga (in francese Moniteur belge, in neerlandese Belgisch Staatsblad, in tedesco Belgisches Staatsblatt) è la gazzetta ufficiale che pubblica le leggi e altri atti regolamentari dello Stato belga. Deve il suo nome al Moniteur universel, giornale ufficiale francese all'epoca della creazione del Belgio (sotto la monarchia di Luglio). È stato creato il 16 giugno 1831.
Dal 1º gennaio 2003, non è più pubblicata sotto forma cartacea (salvo pochi esemplari), ma è accessibile gratuitamente tramite Internet.